# Polanów

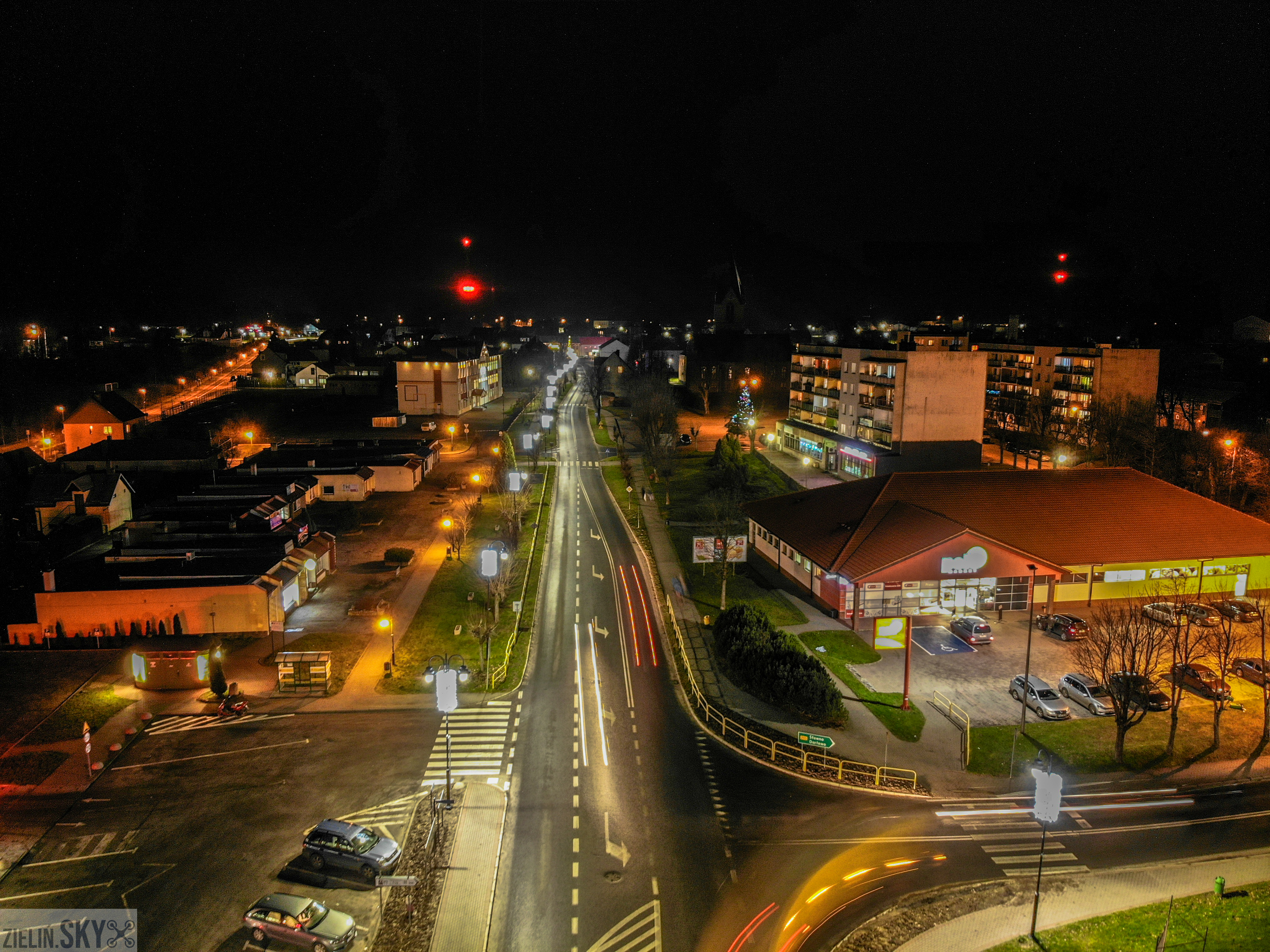
Centrum Polanowa wieczorową porą.

Polanów (niem. Pollnow) – miasto we wschodniej części woj. zachodniopomorskiego, w powiecie koszalińskim, nad rzeką Grabową, będące siedzibą gminy miejsko-wiejskiej Polanów. Leży na Wysoczyźnie Polanowskiej pomiędzy dwiema górami (Świętą Górą i Warblewską Górą). Polanów oddalony jest od Koszalina o 37 km. Układ miejski tworzy 39 ulic oraz Plac Wolności. Części miasta: Czajka, Świerczewo. Od 1313 roku posiada prawa miejskie.
Według danych z 31 grudnia 2010 r. miasto miało 2917 mieszkańców.
W mieście odbywają się coroczne zloty motocykli. Siedziba klubu sportowego „Gryf Polanów”.

## Położenie
Według danych z 1 stycznia 2010 r. powierzchnia miasta wynosiła 7,37 km².
W latach 1975–1998 miasto administracyjnie należało do woj. koszalińskiego.

## Historia
Osada o starym rodowodzie, początkowo gród obronny położony przy zachodniej granicy ziemi sławieńskiej, przy którym znajdowała się osada słowiańska. Na pobliskiej Świętej Górze stał pogański chram, a po przyjęciu chrześcijaństwa wybudowano kaplicę, do której dążyły pielgrzymki z Pomorza i Wielkopolski. Duże znaczenie Polanowa na przełomie XIII i XIV w. potwierdza kronika wielkopolska, w tym czasie obszar ten przejściowo należał do biskupów kamieńskich. W 1307 osadę opanowali margrabiowie brandenburscy, później przejęli go Krzyżacy, a następnie przyłączono go do księstwa słupskiego. Ok. 1350 osada uzyskała prawa miejskie oraz wybudowano zamek. W 1474 książę słupski Eryk II oddał miasto w lenno Peterowi von Glasenapp w zamian za sześć wiosek na Rugii. Poważnych zniszczeń miasto doświadczyło podczas wojny trzydziestoletniej. Od XVI w. ośrodek luteranizmu, do XVII w. mieszkała tu ludność kaszubska. W latach 1609, 1653 i 1736 miały miejsce wielkie pożary niszczące zabudowę. W 1653 miasto wcielono do Brandenburgii, od 1701 w Prusach. W 1773 miasto kupił Friedrich Ernst von Wrangel z Kurlandii, w tym czasie nastąpił rozwój tkactwa. Od XIX w. wzrastał napływ letników, w 1903 do Polanowa doprowadzono linię kolejową, w 1908 miasto zelektryfikowano. W 1945 substancja miejska uległa zniszczeniu w 80%, całkowicie zostało zniszczone stare miasto i zamek. W czasach Polski Ludowej wybudowano cegielnię, mleczarnię, masarnię, młyn, rozlewnię wód mineralnych oraz wytwórnię koncentratów paszowych.

## Architektura
Zabytki chronione prawnie:
- kościół Wniebowzięcia Najświętszej Maryi Panny z XV wieku, następnie przebudowany 1850 r., kościół parafialny[8];
- kościół pomocniczy Podwyższenia Krzyża Świętego wybudowany w latach 1911–1912 (ul. Sławieńska 1);
- zespół młyna wodnego, z ok. 1850 i 1880, obejmujący szachulcowy młyn, dom młynarza, budynek gospodarczy oraz śluzę na rzece Grabowej (ul. Młyńska 14);
- willa z początku XX wieku (ul. Wolności 26).

Atrakcją turystyczną miasta jest 120-metrowy Czerwony Most dawnej linii kolejowej Korzybie - Bobolice - Grzmiąca, przerzucony w 1916 nad rzeką Grabową, o konstrukcji stalowej, wspartej na betonowych przyczółkach.

## Oświata
W mieście znajduje się:
- przedszkole gminne;
- szkoła podstawowa;
- gimnazjum im. Noblistów Polskich (do 31 sierpnia 2017);
- zespół szkół ponadgimnazjalnych;
- liceum dla dorosłych "Nauta".

## Sport
W mieście, od 1956 roku działa klub piłki nożnej Gryf Polanów, grający obecnie w IV lidze.

## Święta Góra
Około 2 km na południe od miasta wznosi się miejsce kultu religijnego – Święta Góra Polanowska.

## Administracja
Miasto jest siedzibą gminy miejsko-wiejskiej. Mieszkańcy Polanowa wybierają do swojej rady miejskiej 5 radnych (5 z 15). Pozostałych 10 radnych wybierają mieszkańcy terenów wiejskich gminy Polanów. Organem wykonawczym jest burmistrz. Siedzibą władz jest budynek przy ul. Wolności.
Burmistrzowie Polanowa:
- Grzegorz Lipski (od 2002)

Mieszkańcy Polanowa wybierają parlamentarzystów z okręgu wyborczego Koszalin, a posłów do Parlamentu Europejskiego z okręgu wyborczego nr 13.

## Wspólnoty wyznaniowe
- Kościół rzymskokatolicki (dekanat Polanów):
  - parafia Podwyższenia Krzyża Świętego
- Świadkowie Jehowy:
  - zbór z Salą Królestwa[10].

## Demografia

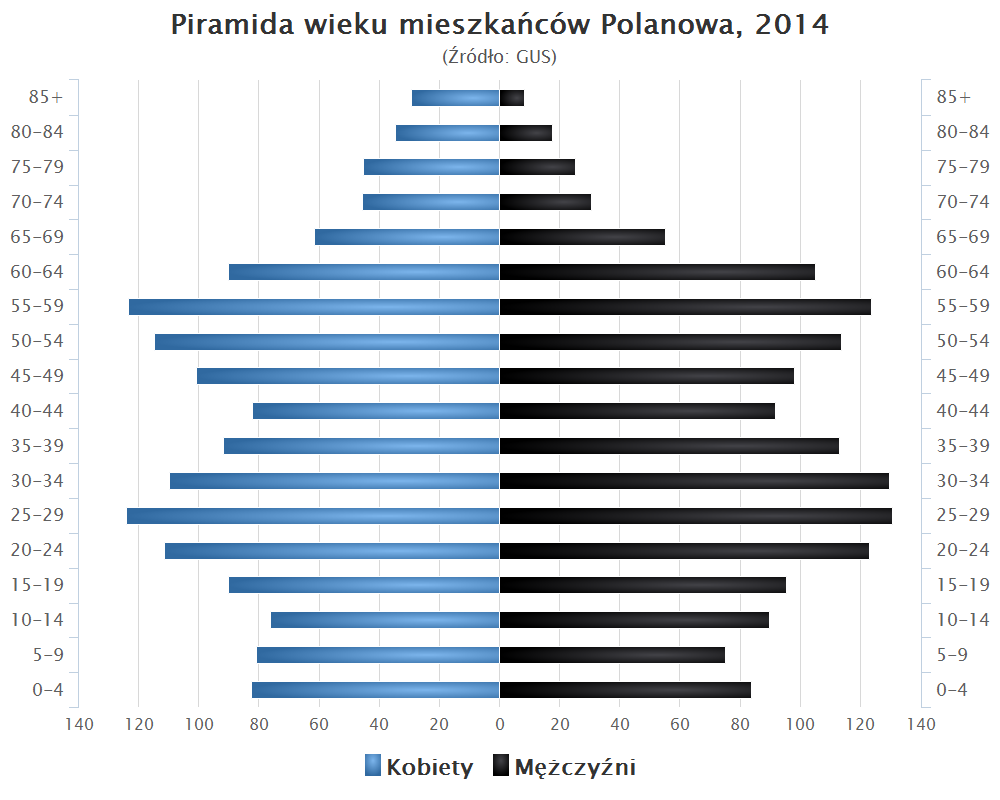
Piramida wieku mieszkańców Polanowa w 2014 roku